# Jaz Elektrowni Wodnej Wrocław I
Jaz Elektrowni Wodnej Wrocław I – jaz położony we Wrocławiu na rzece Odrze. a dokładniej na jej odnodze, tzw. Odrze Południowej, w ramach Wrocławskiego Węzła Wodnego. Jaz ten wchodzi razem ze Śluzą Mieszczańską, Jazem Elektrowni Wodnej Wrocław II i innymi budowlami, w skład Mieszczańskiego Stopnia Wodnego – Śródmiejskiego Węzła Wodnego Dolnego. Jaz ściśle współpracował z elektrownią wodną I (Południową) – utrzymywał na jej potrzeby odpowiedni poziom piętrzenia, niezbędny do uzyskania jak największej produkcji energii elektrycznej; oraz współpracował z jazem i elektrownią II (Północną). Położony jest w 252,45 km biegu rzeki. Jaz ten budowany był w latach 1921–1924, a 1959 roku został gruntownie przebudowany dla potrzeb zwiększenia poziomu piętrzenia o 96 cm. Po tzw. powodzi tysiąclecia wykonano niezbędne remonty w rejonie jazu, w tym między innymi przylegających nabrzeży. Obecnie, w związku z udostępnieniem przez Regionalny Zarząd Gospodarki Wodnej we Wrocławiu dla potrzeb żeglugi Śródmiejskiego Węzła Wodnego, jazy elektrowni piętrzą także wodę dla żeglugi i powstałych tu przystani jachtowych (np. Marina Topacz) oraz pasażerskich.
Jest to jaz trójprzęsłowy:
- przęsło prawe, północne ma długość 6,5 m; zamknięcie w postaci trzech zasuw
- przęsło środkowe ma długość 22,4 m, brak zamknięć – jaz stały
- przęsło lewe, południowe ma długość 11,0 m; zamknięcie w postaci czterech zasuw.

Lewy, północny przyczółek jazu położony jest przy niewielkiej, nienazwanej wysepce oddzielonej od Kępy Mieszczańskiej przez kanał Śluzy Mieszczańskiej, natomiast prawy, południowy na niewielkiej wysepce, na której dalej na południe opiera się również Elektrownia Woda Wrocław I.
Jaz Elektrowni Wodnej Wrocław I w latach 1941–1942 został przebudowany z konstrukcji palowo-kamiennej na konstrukcję betonową z okładziną granitową. Współcześnie spad wynosi 5,65 m.